# Sphenoptera alcides
Sphenoptera alcides es una especie de escarabajo del género Sphenoptera, familia Buprestidae. Fue descrita científicamente por Reitter en 1900.

## Distribución
Habita en la región paleártica.